# Gillingham (Dorset)
Gillingham ist eine Stadt und eine Verwaltungseinheit in der Grafschaft Dorset, England. Gillingham ist 38 km von Dorchester entfernt. Im Jahr 2011 hatte es eine Bevölkerung von 11.756. Gillingham wurde 1086 im Domesday Book als Gelingeham/Gelingeha erwähnt.